# Mormopterus beccarii
Mormopterus beccarii är en fladdermusart som beskrevs av Peters 1881. Mormopterus beccarii ingår i släktet Mormopterus och familjen veckläppade fladdermöss. IUCN kategoriserar arten globalt som livskraftig. Inga underarter finns listade i Catalogue of Life. Wilson & Reeder (2005) skiljer mellan två underarter.
En studie av Jackson och Groves från 2015 flyttade arten och flera andra medlemmar av släktet Mormopterus till det nya släktet Ozimops.
Vuxna exemplar är 54 till 66 mm långa (huvud och bål), har en 27 till 38 mm långa svans, har 33 till 36 mm långa underarmar och väger 13 till 17 g. Bakfötterna är 7 till 10 mm långa och öronen är 11 till 18 mm stora. Den korta och lena pälsen på ovansidan har en ljusgrå till rödbrun färg och undersidans päls är ljusare. Huvudet kännetecknas av trekantiga öron och av ganska stora ögon. De smala vingarna har på ovansidan en svartbrun färg. Artens tandformel är I 1/2, C 1/1, P 2/2, M 3/3, alltså 30 tänder i hela tanduppsättningen.
Arten förekommer i stora delar av norra Australien samt på flera öar i samma region som Nya Guinea, Bismarckarkipelagen eller Halmahera. Den lever i låglandet och i kulliga områden upp till 300 meter över havet. Habitatet kan vara torr eller fuktiga och varierar mellan skogar, savanner och av människor förändrade landskap.
Mormopterus beccarii vilar i grottor, i trädens håligheter och i byggnader. En koloni har upp till 50 medlemmar. Arten fångar sina byten ovanför vattenytor samt ovanför skogar. Lätet som används för ekolokaliseringen har en frekvens mellan 22 och 27 kHz.